# Aleksandar Petrović (basketballer)
Aleksandar "Aza" Petrović (Šibenik, 16 februari 1959) is een Kroatische basketbalspeler en coach. Hij is de oudere broer van Dražen Petrović.

## Carrière
In 1974 ging Petrović spelen voor KK Šibenik. In 1976 ging hij spelen bij Cibona Zagreb. In het seizoen (1982) wonnen ze de Saporta Cup (Europese beker van bekerwinnaars) door Real Madrid met 96-95 te verslaan. In het seizoen (1985) bij Cibona won hij niet alleen de nationale titel en beker maar ook de Europese beker, dankzij een 87-78 overwinning op weer Real Madrid. Het jaar erna, in 1986, wonnen ze de beker opnieuw door Žalgiris Kaunas met sterspeler Arvydas Sabonis te verslaan in de finale. In 1987 wonnen ze een vierde Europese titel, de Saporta Cup tegen Scavolini Pesaro. Met het nationale team van Joegoslavië won hij brons op de Olympische Zomerspelen van 1984. Brons was er ook in het WK basketbal 1982 en WK basketbal 1986 en het EK basketbal 1987.

## Coach
Petrović heeft verschillende teams maar ook landenteams gecoacht. Met Kroatië won hij brons op het EK basketbal 1995.

## Erelijst
- 3x Joegoslavisch landskampioen: 1982, 1984, 1985
- 6x Joegoslavisch beker winnaar: 1980, 1981, 1982, 1983, 1985, 1986
- 2x EuroLeague: 1985, 1986
- 2x Saporta Cup: 1982, 1987
- Olympische Spelen: 1x
- Wereldkampioenschap: 2x
- Europeeskampioenschap: 1x